# Shelsley Cars
Shelsley Cars war ein britischer Hersteller von Automobilen.

## Unternehmensgeschichte
Peter Needham, der auch P. N. Needham Engineering leitete, gründete 2000 das Unternehmen in Abberley in der Grafschaft Worcestershire. Er begann mit der Produktion von Automobilen und Kits. Der Markenname lautete Shelsley. 2005 endete die Produktion. Insgesamt entstanden etwa 20 Exemplare.

## Fahrzeuge
Ein Modell war der T 2. Dies war ein offener Zweisitzer. Die Karosserie war zunächst türlos, doch waren später gegen Aufpreis auch Türen erhältlich. Der Motor kam von Rover.
Außerdem gab es die Modelle TS und TT 350.